# Лон (Ньюфаундленд і Лабрадор)
Лон (англ. Lawn) — містечко в Канаді, у провінції Ньюфаундленд і Лабрадор.

## Населення
За даними перепису 2016 року, містечко нараховувало 624 особи, показавши скорочення на 7,1%, порівняно з 2011-м роком. Середня густина населення становила 172,8 осіб/км².
З офіційних мов обидвома одночасно володіли 5 жителів, тільки англійською — 620.
Працездатне населення становило 51% усього населення, рівень безробіття — 30,2% (38,7% серед чоловіків та 14,3% серед жінок). 92,5% осіб були найманими працівниками, а 3,8% — самозайнятими.
Середній дохід на особу становив $43 302 (медіана $27 072), при цьому для чоловіків — $59 689, а для жінок $26 284 (медіани — $40 704 та $21 856 відповідно).
21,2% мешканців мали закінчену шкільну освіту, не мали закінченої шкільної освіти — 34,6%, 45,2% мали післяшкільну освіту, з яких 14,9% мали диплом бакалавра, або вищий.
| Статево-вікова структура населення | Статево-вікова структура населення | Статево-вікова структура населення | Статево-вікова структура населення | Статево-вікова структура населення |
| ---------------------------------- | ---------------------------------- | ---------------------------------- | ---------------------------------- | ---------------------------------- |
|                                    |                                    |                                    |                                    |                                    |
| Всього                             | Всього                             | 51,2%48,8%                         |                                    |                                    |
| 0 — 14 років                       | 0 — 14 років                       |                                    | 14,8%                              | 14,8%                              |
| 15 — 64 років                      | 15 — 64 років                      |                                    | 66,4%                              | 66,4%                              |
| 65 і більше                        | 65 і більше                        |                                    | 18,9%                              | 18,9%                              |
| 85 і більше                        | 85 і більше                        |                                    | 1,6%                               | 1,6%                               |
| Середній вік (років)               | Середній вік (років)               | 42,746,4                           | 44,5                               | 44,5                               |
| Медіана (років)                    | Медіана (років)                    | 48,152,1                           | 49,7                               | 49,7                               |
| — чоловіки — жінки                 |                                    |                                    |                                    |                                    |

| Походження мешканців:     | Походження мешканців:     | Походження мешканців: | Походження мешканців: | Походження мешканців: |
| ------------------------- | ------------------------- | --------------------- | --------------------- | --------------------- |
| Походження                |                           |                       | осіб                  | %                     |
| Корінні американці        | Корінні американці        |                       | 0                     | 0%                    |
| Інше північноамериканське | Інше північноамериканське |                       | 350                   | 58.82%                |
| Європейське               | Європейське               |                       | 325                   | 54.62%                |
| британське                | британське                |                       | 285                   | 47.9%                 |
| французьке                | французьке                |                       | 80                    | 13.45%                |

| Зайнятість населення за галузями (за класифікацією NOC): | Зайнятість населення за галузями (за класифікацією NOC): | Зайнятість населення за галузями (за класифікацією NOC): | Зайнятість населення за галузями (за класифікацією NOC): | Зайнятість населення за галузями (за класифікацією NOC): |
| -------------------------------------------------------- | -------------------------------------------------------- | -------------------------------------------------------- | -------------------------------------------------------- | -------------------------------------------------------- |
|                                                          |                                                          |                                                          |                                                          |                                                          |
| Управління                                               | Управління                                               |                                                          | 5,9%                                                     | 5,9%                                                     |
| Бізнес, фінанси та адміністрування                       | Бізнес, фінанси та адміністрування                       |                                                          | 3,9%                                                     | 3,9%                                                     |
| Охорона здоров'я                                         | Охорона здоров'я                                         |                                                          | 3,9%                                                     | 3,9%                                                     |
| Освіта, правозахист, муніципальні та урядові служби      | Освіта, правозахист, муніципальні та урядові служби      |                                                          | 27,5%                                                    | 27,5%                                                    |
| Роздрібна торгівля та послуги                            | Роздрібна торгівля та послуги                            |                                                          | 5,9%                                                     | 5,9%                                                     |
| Гуртова торгівля, транспорт та обладнання                | Гуртова торгівля, транспорт та обладнання                |                                                          | 33,3%                                                    | 33,3%                                                    |
| Природні ресурси, сільське господарство                  | Природні ресурси, сільське господарство                  |                                                          | 9,8%                                                     | 9,8%                                                     |
| Виробництво                                              | Виробництво                                              |                                                          | 7,8%                                                     | 7,8%                                                     |

## Клімат
Середня річна температура становить 5,3°C, середня максимальна – 18,5°C, а середня мінімальна – -8,6°C. Середня річна кількість опадів – 1 489 мм.
| Клімат поселення                              | Клімат поселення | Клімат поселення | Клімат поселення | Клімат поселення | Клімат поселення | Клімат поселення | Клімат поселення | Клімат поселення | Клімат поселення | Клімат поселення | Клімат поселення | Клімат поселення | Клімат поселення |
| Показник                                      | Січ.             | Лют.             | Бер.             | Квіт.            | Трав.            | Черв.            | Лип.             | Серп.            | Вер.             | Жовт.            | Лист.            | Груд.            |                  |
| Середній максимум, °C                         | 0,77             | −0,05            | 2,32             | 6,62             | 11,16            | 15,32            | 17,43            | 18,54            | 15,74            | 10,96            | 6,57             | 2,34             |                  |
| Середня температура, °C                       | −3,51            | −4,34            | −1,95            | 2,35             | 6,87             | 11,03            | 14,38            | 15,50            | 12,70            | 7,93             | 3,55             | −0,7             |                  |
| Середній мінімум, °C                          | −7,79            | −8,61            | −6,23            | −1,93            | 2,59             | 6,76             | 11,36            | 12,47            | 9,66             | 4,90             | 0,51             | −3,73            |                  |
| Норма опадів, мм                              | 132              | 123              | 118              | 116              | 111              | 120              | 99               | 104              | 139              | 145              | 148              | 134              |                  |
| Середньомісячна швидкість вітру, м/с          | 9.07             | 8.39             | 7.79             | 6.75             | 5.68             | 5.09             | 4.82             | 5.07             | 5.89             | 6.93             | 7.93             | 8.70             |                  |
| Середньомісячна сонячна радіація, кДж/м²·день | 3840             | 6638             | 10843            | 14205            | 17774            | 19216            | 18618            | 16115            | 12411            | 7588             | 4328             | 3091             |                  |
| --------------------------------------------- | ---------------- | ---------------- | ---------------- | ---------------- | ---------------- | ---------------- | ---------------- | ---------------- | ---------------- | ---------------- | ---------------- | ---------------- | ---------------- |
| Джерело:                                      |                  |                  |                  |                  |                  |                  |                  |                  |                  |                  |                  |                  |                  |